# Fred Niblo
Fred Niblo (nasceu Frederick Liedtke; 6 de janeiro de 1874 – 11 de novembro de 1948) foi um pioneiro ator norte-americano, diretor e produtor.
Em 1901, casou-se com Josephine Cohan, irmã do cineasta George M. Cohan, ficando viúvo em 1916. Em um segundo casamento, em 1918, casou-se com Enid Bennett, uma atriz australiana que se tornou um nome conhecido em filmes mudos norte-americano. Desse seu casamento, que durou até a morte de Niblo, teve três filhos.
Niblo começou sua carreira como ator de teatro em vaudeville e fez seu primeiro filme em 1916, seus primeiros filmes que ele mesmo desempenhou os papéis principais ou sua esposa Enid Bennett. Niblo dirigiu seu último filme em 1932 e apareceu mais tarde em papéis menores, às vezes como um ator.